# 厳嵩

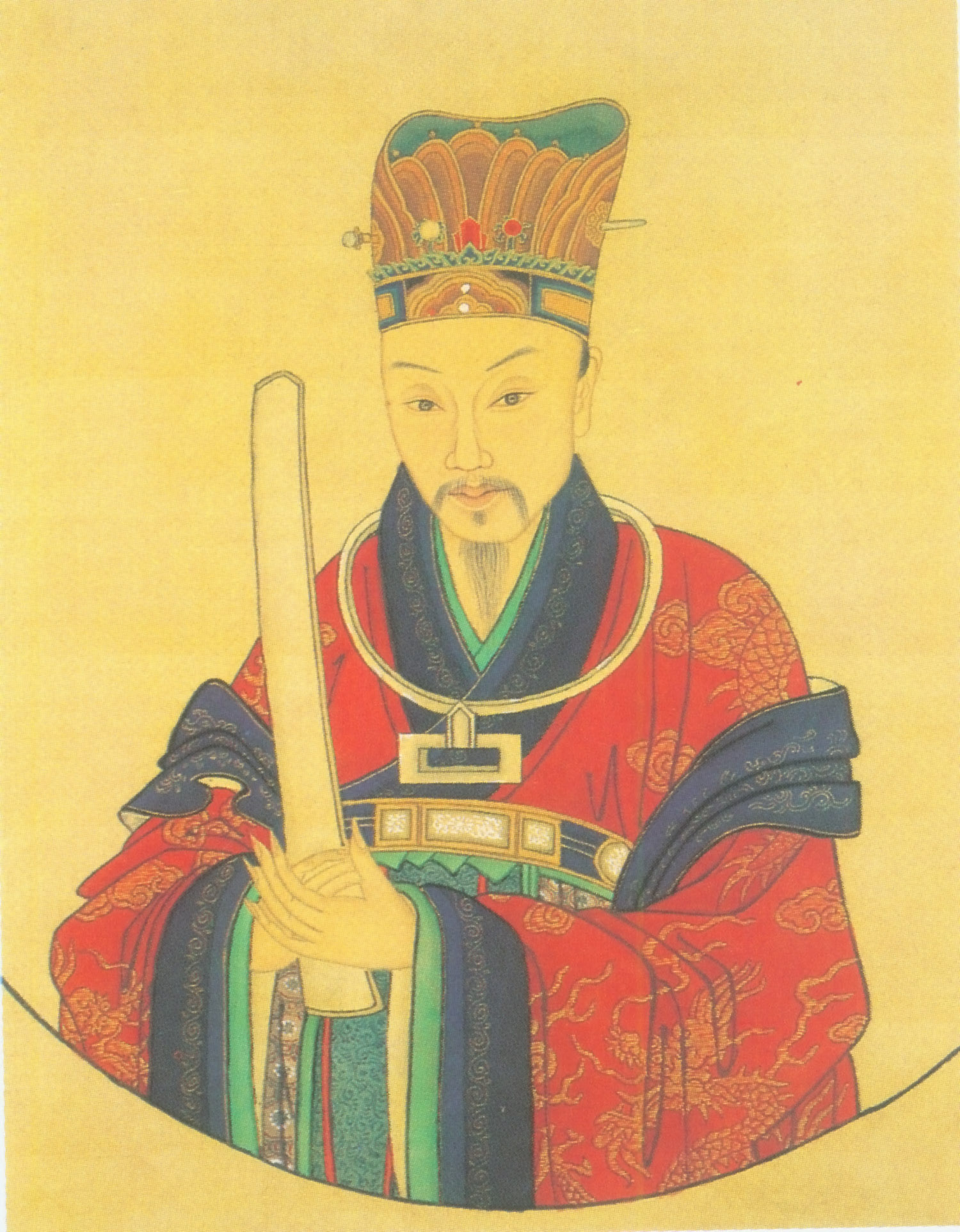
厳嵩

厳 嵩（げん すう、1480年（成化16年） - 1567年（隆慶元年））は、明代の政治家。字は惟中、号は介渓。江西省袁州府分宜県の出身。

## 人物・略歴
弘治18年（1505年）の進士。
青詞（道教の祭文）に通じていたために道教に熱中していた世宗嘉靖帝に信任されて内閣大学士となった。
嘉靖20年（1541年）に嘉靖帝が西苑の万寿宮に移って朝議を放棄したことに乗じて政治を専断し、賄賂政治を展開した。嘉靖28年（1549年）以降は内閣首輔とされて政治の全権を握り、子の厳世蕃とともに大丞相・小丞相と呼ばれるほどの権勢を誇った。
だが、嘉靖帝が徐階を信任するに及んでその権勢は衰え、鄒応龍に弾劾されて致仕した。嘉靖44年（1565年）に厳世蕃が処刑されると、家財は没収、庶民に落とされ故郷で窮死した。
賄賂政治を行うなど政治家としての評価は低いが、文筆には優れ、「鈐山堂集」などの著作を残している。